# Oros Mitsikeli
Oros Mitsikeli este o arie protejată (arie specială de conservare — SAC, sit de importanță comunitară — SCI) din Grecia întinsă pe o suprafață de 8.584,74 ha, integral pe uscat.

## Localizare
Centrul sitului Oros Mitsikeli este situat la coordonatele 39°44′43″N 20°51′06″E / 39.745225°N 20.851562°E.

## Înființare
Situl Oros Mitsikeli a fost declarat sit de importanță comunitară în aprilie 1997 pentru a proteja 1 specie de animale. Situl a fost protejat și ca arie specială de conservare în martie 2011.

## Biodiversitate
Situată în ecoregiunea mediteraneană, aria protejată conține 6 habitate naturale: Lande oro-mediteraneene cu formațiuni endemice de grozamă, Matorral arborescenți cu Juniperus spp., Păduri de fag din Europa Centrală dezvoltate pe sol calcaros cu Cephalanthero-Fagion, Păduri panonice-balcanice de stejar turcesc - stejar sesil, Păduri de fag elene cu Abies borisii-regis, Păduri de Quercus frainetto.
La baza desemnării sitului se află o specie protejată de  amfibieni: izvoraș-cu-burta-galbenă (Bombina variegata)
Pe lângă speciile protejate, pe teritoriul sitului au mai fost identificate 11 specii de plante, 55 de specii de păsări, 1 specie de amfibieni, 3 specii de mamifere, 1 specie de nevertebrate, 10 specii de reptile.